# Finale de la Ligue des champions féminine de l'UEFA 2020-2021
La finale de la Ligue des champions féminine 2020-2021 est la 20e finale de la Ligue des champions féminine de l'UEFA. La finale se déroule le 16 mai 2021 au stade Gamla Ullevi de Göteborg, en Suède.
Le vainqueur est qualifié pour la phase de groupes de la Ligue des champions féminine 2021-2022.

## Sélection de l'organisateur
Un système de candidatures est mis en place le 28 septembre 2018 afin de désigner les organisateurs des finales de Ligue des champions, Ligue Europa, Ligue des champions féminines ainsi que la Supercoupe de l'UEFA. Les associations ont alors jusqu'au 26 octobre 2018 pour exprimer leur intérêt et jusqu'au 15e février 2019 pour déposer leur candidature définitive.
Deux associations expriment ainsi leur intérêt : la République tchèque avec l'Eden Aréna de Prague et la Suède avec le stade Gamla Ullevi de Göteborg. La candidature suédoise est finalement retenue lors d'une réunion exécutive de l'UEFA à Bakou le 29 mai 2019. Ce sera la première fois que ce stade accueillera la finale de la Ligue des champions féminine.
| Association        | Stade        | Ville    | Capacité |
| ------------------ | ------------ | -------- | -------- |
| Suède              | Gamla Ullevi | Göteborg | 15 000   |
| République tchèque | Eden Aréna   | Prague   | 19 370   |

En raison de la pandémie de Covid-19, la rencontre se joue à huis clos.

## Parcours des finalistes
Note : dans les résultats ci-dessous, le score du finaliste est toujours donné en premier (D : domicile ; E : extérieur).
| Chelsea            | Chelsea | Chelsea   | Chelsea   | Tour                | FC Barcelone        | FC Barcelone | FC Barcelone | FC Barcelone |
| ------------------ | ------- | --------- | --------- | ------------------- | ------------------- | ------------ | ------------ | ------------ |
| Adversaire         | Total   | Aller     | Retour    | Phase finale        | Adversaire          | Total        | Aller        | Retour       |
| Benfica Lisbonne   | 8 – 0   | 5 – 0 (E) | 3 – 0 (D) | Seizièmes de finale | PSV Eindhoven       | 8 – 2        | 4 – 1 (E)    | 4 – 1 (D)    |
| Atlético de Madrid | 3 – 1   | 2 – 0 (D) | 1 – 1 (E) | Huitièmes de finale | Fortuna Hjørring    | 9 – 0        | 4 – 0 (D)    | 5 – 0 (E)    |
| VfL Wolfsburg      | 5 – 1   | 2 – 1 (D) | 3 – 0 (E) | Quarts de finale    | Manchester City     | 4 – 2        | 3 – 0 (D)    | 1 – 2 (E)    |
| Bayern Munich      | 5 – 3   | 1 – 2 (E) | 4 – 1 (D) | Demi-finales        | Paris Saint-Germain | 3 – 2        | 1 – 1 (E)    | 2 – 1 (D)    |

## Match
| Chelsea FC ·  |                    |     |
| Titulaires :  |                    |     |
|               |                    |     |
| 30            | Ann-Katrin Berger  |     |
| 07            | Jess Carter        |     |
| 04            | Millie Bright      |     |
| 16            | Magdalena Eriksson |     |
| 21            | Niamh Charles      |     |
| 08            | Melanie Leupolz    | 46e |
| 05            | Sophie Ingle       |     |
| 10            | Ji So-yun          | 73e |
| 14            | Fran Kirby         |     |
| 23            | Pernille Harder    |     |
| 20            | Sam Kerr           | 73e |
|               |                    |     |
| Remplaçants : |                    |     |
| 01            | Zećira Mušović     |     |
| 28            | Carly Telford      |     |
| 3             | Hannah Blundell    |     |
| 9             | Bethany England    | 73e |
| 11            | Guro Reiten        | 46e |
| 17            | Jessie Fleming     |     |
| 22            | Erin Cuthbert      | 73e |
| 24            | Drew Spence        |     |
| 25            | Jonna Andersson    |     |
| 29            | Jorja Fox          |     |
| 33            | Agnes Beever-Jones |     |
|               |                    |     |
| Entraîneur :  |                    |     |
| Emma Hayes    |                    |     |

| FC Barcelone · |                        |     |
| Titulaires :   |                        |     |
|                |                        |     |
| 01             | Sandra Paños           |     |
| 08             | Marta Torrejón         | 82e |
| 12             | Patricia Guijarro      |     |
| 04             | Mapi León              |     |
| 15             | Leila Ouahabi          | 82e |
| 14             | Aitana Bonmatí         |     |
| 10             | Kheira Hamraoui        |     |
| 11             | Alexia Putellas        | 71e |
| 16             | Caroline Graham Hansen | 62e |
| 07             | Jennifer Hermoso       | 71e |
| 22             | Lieke Martens          |     |
|                |                        |     |
| Remplaçants :  |                        |     |
| 13             | Cata Coll              |     |
| 25             | Gemma Font             |     |
| 03             | Laia Codina            |     |
| 05             | Melanie Serrano        | 82e |
| 06             | Vicky Losada           | 71e |
| 09             | Mariona Caldentey      | 62e |
| 18             | Ana-Maria Crnogorčević | 82e |
| 20             | Asisat Oshoala         | 71e |
| 23             | Jana Fernàndez         |     |
| 24             | Bruna Vilamala         |     |
|                |                        |     |
| Entraîneur :   |                        |     |
| Lluís Cortés   |                        |     |

| Chelsea FC ·  |                    |     |
| Titulaires :  |                    |     |
|               |                    |     |
| 30            | Ann-Katrin Berger  |     |
| 07            | Jess Carter        |     |
| 04            | Millie Bright      |     |
| 16            | Magdalena Eriksson |     |
| 21            | Niamh Charles      |     |
| 08            | Melanie Leupolz    | 46e |
| 05            | Sophie Ingle       |     |
| 10            | Ji So-yun          | 73e |
| 14            | Fran Kirby         |     |
| 23            | Pernille Harder    |     |
| 20            | Sam Kerr           | 73e |
|               |                    |     |
| Remplaçants : |                    |     |
| 01            | Zećira Mušović     |     |
| 28            | Carly Telford      |     |
| 3             | Hannah Blundell    |     |
| 9             | Bethany England    | 73e |
| 11            | Guro Reiten        | 46e |
| 17            | Jessie Fleming     |     |
| 22            | Erin Cuthbert      | 73e |
| 24            | Drew Spence        |     |
| 25            | Jonna Andersson    |     |
| 29            | Jorja Fox          |     |
| 33            | Agnes Beever-Jones |     |
|               |                    |     |
| Entraîneur :  |                    |     |
| Emma Hayes    |                    |     |

| FC Barcelone · |                        |     |
| Titulaires :   |                        |     |
|                |                        |     |
| 01             | Sandra Paños           |     |
| 08             | Marta Torrejón         | 82e |
| 12             | Patricia Guijarro      |     |
| 04             | Mapi León              |     |
| 15             | Leila Ouahabi          | 82e |
| 14             | Aitana Bonmatí         |     |
| 10             | Kheira Hamraoui        |     |
| 11             | Alexia Putellas        | 71e |
| 16             | Caroline Graham Hansen | 62e |
| 07             | Jennifer Hermoso       | 71e |
| 22             | Lieke Martens          |     |
|                |                        |     |
| Remplaçants :  |                        |     |
| 13             | Cata Coll              |     |
| 25             | Gemma Font             |     |
| 03             | Laia Codina            |     |
| 05             | Melanie Serrano        | 82e |
| 06             | Vicky Losada           | 71e |
| 09             | Mariona Caldentey      | 62e |
| 18             | Ana-Maria Crnogorčević | 82e |
| 20             | Asisat Oshoala         | 71e |
| 23             | Jana Fernàndez         |     |
| 24             | Bruna Vilamala         |     |
|                |                        |     |
| Entraîneur :   |                        |     |
| Lluís Cortés   |                        |     |